# Лі Дун-ян
Лі Дун-ян (李東陽, 1447 — 1516) — китайський вчений, поет, каліграф, критик часів династії Мін, лідер напрямку Чалін ши-пай (Поетичне об'єднання повіту Чалін).

## Життєпис
Народився у 1447 році у м. Чалу (сучасна Чанша, провінція Хунань). Походив з родини з багатими каліграфічними традиціями. У 4 роки писав великі ієрогліфи, деякі знаки досягали 1 м. 1463 року він здобув ступінь цзіньши і зробив успішну кар'єру при дворі, де обіймав високі посади протягом півстоліття. 1495 року отримав посаду у Відомстві обрядів. 1512 року пішов у відставку. Помер у 1516 році у Пекіні.

## Творчість
У почерках кайсін й сіншу Лі Дун-ян наслідував стиль Янь Чженьціна, у почерку чжуаньшу спирався на стиль Лі Янбіна. Серед різних напрямків мінської каліграфії Лі Дун-ян займав незалежну позицію. У великій надписував почерком чжуаньшу горизонтальні каліграфічні та мальовані сувої (цзюань).
Багато колекціонерів прагнули запросити каліграфа до себе і спеціально до його приходу перекручували сувої. У почерку чжуаньшу Лі Дун-ян працював важким пензлем з волосся горностая та кроля, при цьому віддавав перевагу вологій туші та сильному натисканню. У скоропису, навпаки, писав самим кінчиком пензля. У пластиці його скоропису виразно присутня пружність почерку чжуаньшу.

## Поезія
Ли Дун-ян рідко писав самостійні твори. Принципово волів виражати себе переважно в колофонах до сувоїв інших майстрів. Подібний підхід не означав розчинення в традиції і не висловлював устремління до архаїчної анонімності. Незвичайний професіоналізм Лі Дун-яна дозволяв йому витримувати позицію, яку умовно можна назвати «метаісторичною».
Його поезія зазвичай присвячена відображенню народного, буденного життя. При цьому він намагався розкрити складне становище простих людей. також у творчості Лі Дун-яна багато ліричних творів, присвячених опису його рідного міста.
Окрім того, він працював у жанрі юефу, в якому склав близько 100 віршів.